# Futbol a Irlanda del Nord

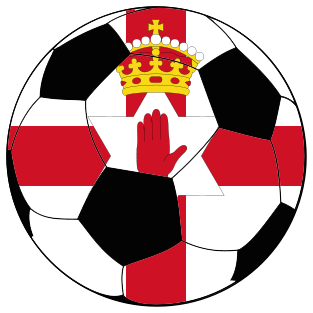

El futbol és un dels esports més populars d'Irlanda del Nord, juntament amb el futbol gaèlic i el rugbi a 15. És organitzat per la Irish Football Association (IFA) (mentre que la Football Association of Ireland (FAI) dirigeix el futbol a la República d'Irlanda). El futbol femení és dirigit per la Northern Ireland Women's Football Association (NIWFA).

## Història
El futbol apareix a Irlanda vers el 1878, quan dos clubs escocesos, el Queen's Park i el Caledonians, disputaren un partit d'exhibició a l'Ulster Cricket Ground de Ballynafeigh. El 18 de novembre de 1880, al Queens Hotel de Belfast, es fundà l'Irish Football Association (IFA) essent John McAlery el primer secretari. La IFA fou històricament l'encarregada de dirigir el futbol a tota l'illa d'Irlanda, fins a la divisió de l'illa a la dècada de 1920. La IFA té un seient permanent a l'International Football Association Board, organisme responsable de les regles de joc. El club més antic fou el Cliftonville.
La selecció d'Irlanda del Nord és una de les més antigues de la història. Originàriament hi prenien part jugadors de tota l'illa com a Irlanda unificada.
Les tensions entre catòlics i protestants foren sovint causa de conflictes en els partits de futbol a Irlanda del Nord. El 1949, el Belfast Celtic abandonà la lliga després de molts problemes que culminaren en un partit de Boxing Day davant el Linfield a Windsor Park que acabà amb una invasió del camp pels seguidors, en la qual el davanter protestant del Belfast Celtic Jimmy Jones, patí una cama trencada. Des de 1968, la comunitat catòlica es va anar veient marginada, i clubs com el Derry City FC acabaren abandonant la Federació per ingressar a la del sud.

## Competicions
Divisions del futbol nord-irlandès:
| Nivell | Divisió                                    | Divisió                    | Divisió                          | Divisió                              |
| ------ | ------------------------------------------ | -------------------------- | -------------------------------- | ------------------------------------ |
| 1      | IFA Premiership                            | IFA Premiership            | IFA Premiership                  | IFA Premiership                      |
| 2      | IFA Championship 1                         | IFA Championship 1         | IFA Championship 1               | IFA Championship 1                   |
| 3      | IFA Championship 2                         | IFA Championship 2         | IFA Championship 2               | IFA Championship 2                   |
| 4      | Ballymena & Provincial Intermediate League | Mid-Ulster Football League | Northern Amateur Football League | Northern Ireland Intermediate League |

Altres competicions:
- Copa nord-irlandesa de futbol
- Copa de la Lliga nord-irlandesa de futbol
- Copa Interciutats Dublín i Belfast
- Setanta Sports Cup
- Texaco Cup
- Milk Cup

## Principals clubs

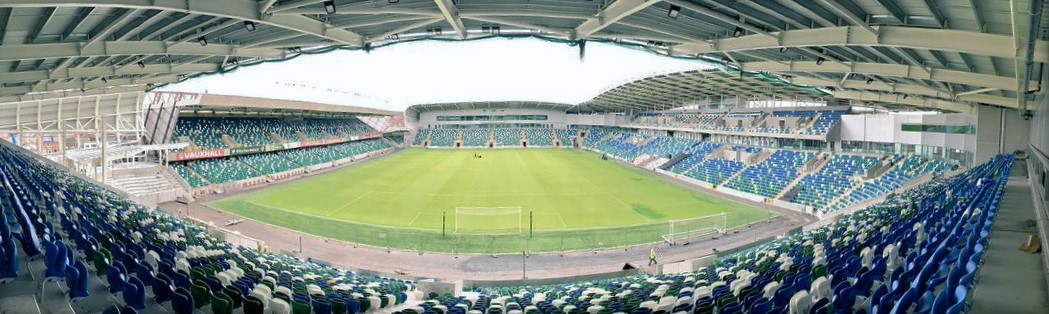
Windsor Park

- Ards F.C. (Newtonards)
- Armagh City F.C. (Armagh)
- Ballymena United F.C. (Ballymena)
- Bangor F.C. (Bangor)
- Cliftonville F.C. (Belfast)
- Coleraine F.C. (Coleraine)
- Crusaders F.C. (Belfast)
- Donegal Celtic (Belfast)
- Dungannon Swifts F.C. (Dungannon)
- Glenavon F.C. (Lurgan)
- Glentoran F.C. (Belfast)
- Institute F.C. (Derry)
- Larne F.C. (Larne)
- Limavady United F.C. (Limavady)
- Linfield F.C. (Belfast)
- Lisburn Distillery F.C. (Lisburn)
- Newry City F.C. (Newry)
- Portadown F.C. (Portadown)

## Principals estadis

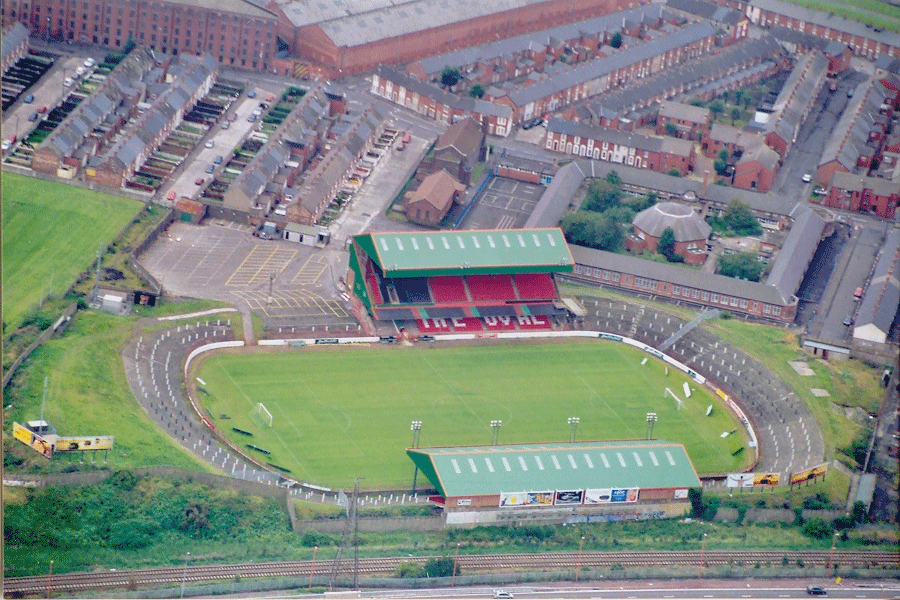
The Oval

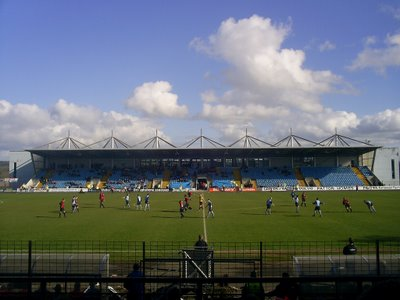
Ballymena Showgrounds

| #   | Estadi                | Capacitat | Ciutat        | Equip                         |
| --- | --------------------- | --------- | ------------- | ----------------------------- |
| 1   | Windsor Park          | 20.332    | Belfast       | Irlanda del Nord, Linfield FC |
| 2   | The Oval              | 15.000    | Belfast       | Glentoran FC                  |
| 3=  | New Grosvenor Stadium | 8.000     | Lisburn       | Distillery FC                 |
| 3=  | Shamrock Park         | 8.000     | Portadown     | Portadown FC                  |
| 5   | Brandywell Stadium    | 7.700     | Derry         | Derry City FC                 |
| 6=  | Seaview               | 6.500     | Belfast       | Crusaders FC                  |
| 6=  | The Showgrounds       | 6.500     | Coleraine     | Coleraine FC                  |
| 6=  | The Showgrounds       | 6.500     | Newry         | Newry City                    |
| 9   | Taylor's Avenue       | 6.000     | Carrickfergus | Carrick Rangers               |
| 10  | Estadi Solitude       | 5.182     | Belfast       | Cliftonville FC               |
| 11= | Estadi de Ballymena   | 5.000     | Ballymena     | Ballymena United              |
| 11= | Mourneview Park       | 5.000     | Lurgan        | Glenavon FC                   |

## Futbolistes destacats
Font:
Des de 1890
- Olphert M. Stanfield

Des de 1900
- Bill McCracken

Des de 1920
- Elisha Scott
- William Gillespie

Des de 1930
- Joe Bambrick

Des de 1940
- Peter Doherty

Des de 1950
- Danny Blanchflower
- Jackie Blanchflower
- Jimmy McIlroy
- Billy Bingham
- Peter McParland
- Billy Cush

Des de 1960
- Harry Gregg
- Terry Neill
- Derek Dougan
- Thomas Casey

Des de 1970
- Pat Jennings
- George Best
- Martin O'Neill
- Pat Rice
- Sammy Nelson

Des de 1980
- Mal Donaghy
- Sammy McIlroy
- Jimmy Nicholl
- Norman Whiteside
- Gerry Armstrong

Des de 1990
- Neil Lennon
- Alan McDonald
- Michael Hughes

Des de 2000
- Aaron Hughes
- David Healy
- Keith Gillespie

Des de 2010
- Gareth McAuley
- Steven Davis